# Guayabal (Juana Díaz)
Guayabal es un barrio ubicado en el municipio de Juana Díaz en el estado libre asociado de Puerto Rico. En el Censo de 2010 tenía una población de 5835 habitantes y una densidad poblacional de 371,46 personas por km².

## Geografía
Guayabal se encuentra ubicado en las coordenadas 18°4′44″N 66°29′5″O / 18.07889, -66.48472. Según la Oficina del Censo de los Estados Unidos, Guayabal tiene una superficie total de 15.71 km², de la cual 15.25 km² corresponden a tierra firme y (2.92%) 0.46 km² es agua.

## Demografía
Según el censo de 2010, había 5835 personas residiendo en Guayabal. La densidad de población era de 371,46 hab./km². De los 5835 habitantes, Guayabal estaba compuesto por el 63.68% blancos, el 19.64% eran afroamericanos, el 0.6% eran amerindios, el 0.1% eran asiáticos, el 13.18% eran de otras razas y el 2.79% pertenecían a dos o más razas. Del total de la población el 99.61% eran hispanos o latinos de cualquier raza.